# جنگی که نجاتم داد
جنگی که نجاتم داد (به انگلیسی: The War that Saved My Life) یک رمان تاریخی نوشته شده توسط کیمبرلی بروبیکر بردلی است. این کتاب در سال ۲۰۱۵ توسط "Dial Books for Young Readers" منتشر شد. جنگی که نجاتم داد، کتاب افتخاری نیوبری در سال ۲۰۱۶ بود و اولین کتاب افتخار کیمبرلی بردلی بود.

## داستان
آدا یک دختر ده ساله است که هرگز آپارتمان خود را در لندن ترک نکرده‌است. مادر مضطربش «مام» بیش از اندازه خجالت زده شده‌است تا اجازه دهد او را به خاطر پای چنبری (پا پیچیده) بیرون ببرد، اگر چه برادرش جیمی، آزاد است که در هر زمانی که بخواهد بیرون برود و بازی کند. آدا مجبور است روزهای خود را در یک آپارتمان یک خوابه صرف کند و تنها با یک پنجره که به او اجازه می‌دهد دنیا را ببیند.
سال ۱۹۳۹ است و جنگ جهانی دوم آغاز شده‌است. دولت شروع به از بیرون بردن کودکان از لندن، برای فرار از جنگ، ارسال آنها به حومه شهر. مادر آدا می‌خواهد جیمی را بفرستد اما نمی‌خواهد آدا را بفرستد. او به آدا می‌گوید که هیچ‌کس نمی‌خواهد از او مراقبت کند و از او دور نمی‌شود. آدا تلاش می‌کند که بتواند راه رفتن را یاد بگیرد و بالاخره با کمک استیون وایت به ایستگاه قطار می‌رود.
وقتی آنها به روستا می‌رسند، هیچ‌کس نمی‌خواهد از آدا و جیمی مراقبت کند، بنابراین خانم تورتون آن‌ها برای زندگی با یک زن به نام سوزان اسمیت می‌فرستد. سوزان به تنهایی در یک خانه دو طبقه زندگی می‌کند و کاملاً واضح است که او بچه‌ها را نمی‌خواهد، فکر می‌کند که برای مراقبت از آنها مناسب نیست. تجربه آدا در حومه شهر بسیار متفاوت از زندگی او در لندن است. او قادر به رفتن به خارج است، با کمک سوزان و عصایی که به او داده، راه رفتن و اسب سواری را یاد می‌گیرد. عزت نفس کم آدا مانع از قدردانی از همه چیز است که سوزان برای او انجام می‌دهد. در روستا، آدا خواندن و نوشتن را می‌آموزد.
بعد از چند ماه سوزان تلاش می‌کند که با 

## شخصیت‌ها

### شخصیت‌های اصلی
- آدای چنبری اسمیت: شخصیت اصلی داستان. آدهم که نمی‌خواهد که پای آدا درست شود و همچنین امکان پرداخت هزینه های مراقبت از بچه‌ها را ندارد، آنها را به لندن برمیگرداندتماویعصای آدا را دور می‌اندازد و آنها را به یک آپارتمان جدید، که تازگی به آنجا نقل مکان کرده، می‌برد. آدا به مادرش می‌گوید که اگر بگذاری ما برویم دیگر مرا نمی‌بینی. سپس سوزان از راه می‌رسد می‌خواهد که بچه ها را پس بگیرد. سپس لندن بمباران می‌شود و آدا و جیمی و سوزان از خانه مادر آدا فرار می‌کنند. وقتی که آنها به روستا می‌رسند می‌بینند که خانه سوزان خراب شده و بمب خورده.
- سوزان اسمیت:کسی که خانم تورتون او را برای مرقبت از ادا و جیمی انتخواب کرد او می گوید که بچه نمی خواهد اما ان ها را دوست دارد.

### شخصیت‌های فرعی
- جیمی:برادر کوچک ادا
- مام: مادر آدا و جیمی، مادر بی رحم، سوءاستفاده کننده که به‌طور مداوم آدا را به خاطر «پا زشت» اش سرزنش می‌کند.
- مگی: دوست آدا که به مدرسه شبانه‌روزی می‌رود. آدا با مگی ملاقات کرد وقتی اسب مگی بیرون زد و آدا به او کمک کرد تا به خانه برود و به زخمش کمک کرد.
- فرد گرایمز: دوست آدا. مسئول اسبهای خانم تورتون.
- النور تورتون:رئیس خدمات داوطلبانه زنان. در کتاب به عنوان «خانم صورت اتویی» شناخته می‌شود. همچنین مادر مگی.
- بکی:بهترین دوست سوزان، که سه سال پیش از ذات الریه فوت کرده‌است.
- دکتر گراهام: پزشک روستا
- استیون وایت:دوست آدا؛ و به آدا در ایستگاه قطار کمک می‌کند و او را به قطار می‌برد. او همچنین به سرهنگ مک فرسون اهمیت می‌دهد و با مادرش ترک نمی‌کند، برادرش یکی از دوستان جیمی است.
- کلنل رابرت مک فرسون: سرپرست جدید استیون وایت. او کلنل نیروی زمینی بریتانیا است.
- بیلی وایت:از دوستان جیمی او برادر کوچکتر استیون وایت است و مدتی بعد با مادر و خواهران خود روستا را ترک می‌کند.
- باتر:اسب سوزان که هدیه ای از طرف بکی به سوزان بود. آدا خیلی زود عاشقش شد و یادگرفت چگونه او را براند.
- بوریل:گربه جیمی. جیمی وقتی از مدرسه به خانه می‌آمد پیدایش کرد.
- جاناتان: برادر مگی، پسر خانم النور تورتون (معروف به خانم صورت اتویی) و پسر لرد تورتون